# Interstate 676
Pour les articles homonymes, voir Route 676.
L'Interstate 676 (I-676) est une autoroute d'accès au centre-ville de Philadelphie. Elle est connue comme la Vine Street Expressway. Elle dessert aussi Camden au New Jersey, où elle constitue le segment nord de la North–South Freeway ainsi que la Martin Luther King Jr. Memorial Highway. 
Son terminus ouest se trouve à la jonction avec l'I-76 à Philadelphie. De là, elle se dirige vers l'est près de Franklin Square et du Independence National Historical Park, résidence de la Liberty Bell, avant de traverser le fleuve Delaware sur le Pont Benjamin-Franklin. Du côté du New Jersey, l'autoroute se dirige vers le sud jusqu'à son terminus sud à la jonction avec l'I-76 à Gloucester City près du Pont Walt Whitman. Entre le terminus ouest et le centre-ville de Camden, l'I-676 forme un multiplex avec la US 30.

## Description du tracé

### Pennsylvanie
L'I-676 débute à un échangeur avec l'I-76 / US 30 dans la ville de Philadelphie. Se dirigeant vers l'est, l'autoroute forme un multiplex avec la US 30. Elle traverse la rivière Schuylkill avant de croiser certaines rues du centre-ville de Philadelphie. L'autoroute devient une autoroute en tranchée en passant par le nord du centre-ville. Après avoir passé sous la 10th Street, l'autoroute s'élève et se sépare en deux segments; la Vine Street Expressway se rend jusqu'à l'I-95 alors que l'I-676 / US 30 continue vers le fleuve Delaware. Pour se rendre au Pont Benjamin Franklin, les automobilistes doivent toutefois traverser des intersections avec des feux de circulation à la hauteur de 6th Street. Le même scénario est observé pour les automobilistes qui arrivent du pont.
L'I-676 / US 30 passe au-dessus de l'I-95, du Boulevard Christopher Columbus et, enfin, du fleuve Delaware via le Pont Benjamin-Franklin.

### New Jersey
Après avoir traversé le pont, l'autoroute entre dans le centre-ville de Camden. En entrant dans le New Jersey, l'I-676 devient une autoroute indiquée sud–nord. Un péage se trouve à l'approche du pont pour les automobilistes en direction nord (vers Philadelphie). Après le péage, la US 30 se sépare de l'I-676. Immédiatement après la séparation des deux routes, l'I-676 croise la CR 537 et le Martin Luther King Boulevard qui donne accès au centre-ville de Camden. L'autoroute continue vers le sud dans des zones urbaines de la ville, passant au-dessus de plusieurs rues. Un peu plus au sud, après avoir traversé quelques rues de Camden, l'I-676 atteint son terminus sud à la jonction avec l'I-76, à l'est du Pont Walt Whitman. Au-delà de cet échangeur, la North–South Freeway devient partie de l'I-76 et continue dans la ville de Gloucester City.

## Liste des sorties
Les sorties en Pennsylvanie ne portent pas de numéros.
| Interstate 676                                    |                 |                                                                |           |                                                       |                                                                                | |
| Comté                                             | Municipalité    | mi                                                             | km        | Sortie                                                | Intersections / Destinations                                                   | Notes |
| Philadelphie, PA                                  | Philadelphie    | 0,00                                                           | 0,00      | —                                                     | I-76 / US 30 ouest – Valley Forge, Aéroport international de Philadelphie      | Terminus ouest du multiplex avec US 30; sortie 344 de l'I-76                                                          |
| Philadelphie, PA                                  | Philadelphie    | Pont Vine Street Expressway au-dessus de la rivière Schuylkill |           |                                                       |                                                                                | |
| Philadelphie, PA                                  | Philadelphie    | 0,41                                                           | 0,66      | —                                                     | Benjamin Franklin Parkway / 23rd Street                                        | |
| Philadelphie, PA                                  | Philadelphie    | 0,78                                                           | 1,26      | —                                                     | PA 611 (en) (Broad Street) – Centre-ville de Philadelphie                      | |
| Philadelphie, PA                                  | Philadelphie    | 1,43                                                           | 2,30      | —                                                     | 8th Street South – Chinatown, Market East                                      | Intersection à niveau en direction ouest                                                                              |
| Philadelphie, PA                                  | Philadelphie    | 1,47                                                           | 2,37      | —                                                     | I-95 – Chester, Aéroport international de Philadelphie, New York               | Sortie 22 de l'I-95                                                                                                   |
| Philadelphie, PA                                  | Philadelphie    |                                                                |           | —                                                     | Vers PA 611 (en) / Vine Street – Pennsylvania Convention Center                | Sortie direction ouest, entrée direction est                                                                          |
| Philadelphie, PA                                  | Philadelphie    | 1,86                                                           | 2,99      | —                                                     | 6th Street South – Independence Hall, Penn's Landing                           | Intersection à niveau                                                                                                 |
| Philadelphie, PA                                  | Philadelphie    |                                                                |           | —                                                     | 5th Street                                                                     | Sortie direction ouest, entrée direction est                                                                          |
| Fleuve Delaware                                   | Fleuve Delaware | 2,15–4,75                                                      | 3,46–7,64 | Pont Benjamin-Franklin (péage direction nord / ouest) | Pont Benjamin-Franklin (péage direction nord / ouest)                          | Pont Benjamin-Franklin (péage direction nord / ouest)                                                                 |
| Camden, NJ                                        | Camden          | 3,84                                                           | 6,18      | 5B                                                    | 6th Street / Broadway – Centre-ville de Camden, Université Rutgers             | Pas de numéro de sortie en direction sud; direction est devient direction sud, direction nord devient direction ouest |
| Camden, NJ                                        | Camden          | 3,50                                                           | 5,63      | —                                                     | US 30 est vers US 130 / N.J. Turnpike – Cherry Hill, Trenton                   | Terminus sud du multiplex avec US 30; sortie direction nord via sortie 5A                                             |
| Camden, NJ                                        | Camden          | 3,37                                                           | 5,42      | 5B                                                    | Market Street (CR 537) – Centre-ville de Camden, Adventure Aquarium            | Sortie direction sud seulement                                                                                        |
| Camden, NJ                                        | Camden          | 3,28                                                           | 5,28      | 5A                                                    | Vers US 30 / Martin Luther King Boulevard – Campbell Place, Front de mer       | Pas d'entrée direction nord                                                                                           |
| Camden, NJ                                        | Camden          | 2,27                                                           | 3,65      | 4                                                     | Kaighns Avenue / Atlantic Avenue                                               | |
| Camden, NJ                                        | Camden          | 1,14                                                           | 1,83      | 3                                                     | Broadway / Morgan Boulevard – Port de Camden                                   | |
| Camden, NJ                                        | Camden          | 0,36                                                           | 0,58      | 1                                                     | Collings Avenue – Gloucester City, Collingswood                                | Indiqué sortie 1B (est) et 1C (ouest) en direction sud                                                                |
| Camden, NJ                                        | Camden          | 0,32                                                           | 0,51      | 2                                                     | I-76 ouest (Pont Walt Whitman) – Philadelphie                                  | Sortie direction sud, entrée direction nord; sortie 354 de l'I-76                                                     |
| Camden, NJ                                        | Camden          | 0,22                                                           | 0,35      | 1A                                                    | US 130 nord / Route 168 (en) sud – Camden, Trenton                             | Sortie direction sud, entrée direction nord                                                                           |
| Camden, NJ                                        | Gloucester City | 0,00                                                           | 0,00      | —                                                     | I-76 est vers I-295 / Route 42 (en) – Atlantic City, Pont du Mémorial Delaware | Sortie 2 de l'I-76 |
| - Terminus de multiplex - Péage - Accès incomplet |                 |                                                                |           |                                                       |                                                                                | |